# Lomaria alta
Lomaria alta là một loài dương xỉ trong họ Blechnaceae. Loài này được Hew., Moore mô tả khoa học đầu tiên năm 1857.
Danh pháp khoa học của loài này chưa được làm sáng tỏ.